# Skeddrag

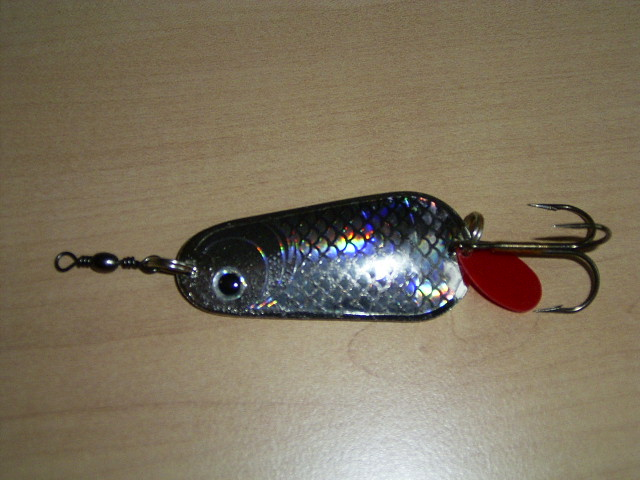
Skeddrag

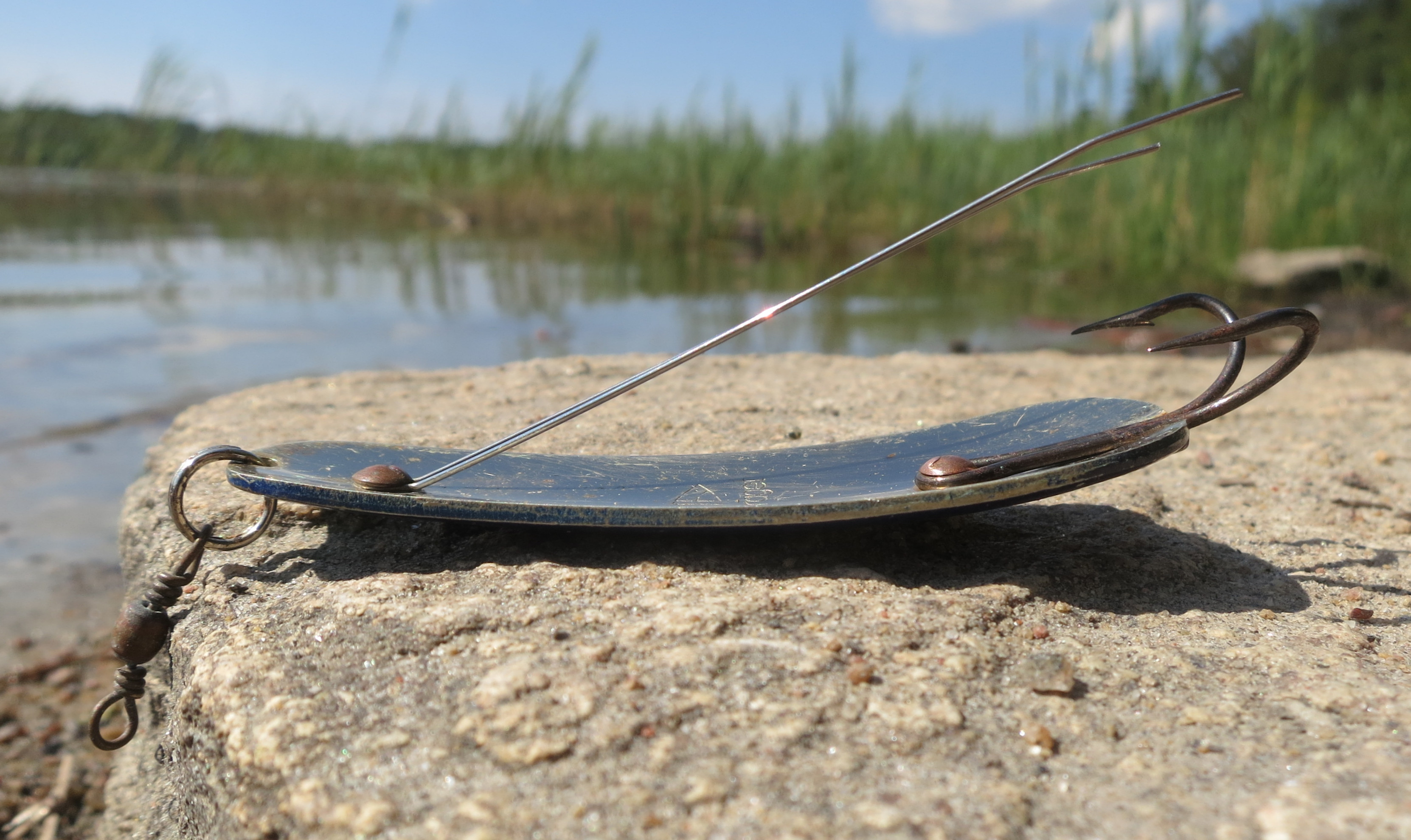
Vass-skyddat skeddrag (vassdrag)

Skeddrag är ett fiskedrag som vaggar och gungar i vattnet och är sjunkande, saknar haksked. Namnet kommer ursprungligen från att man förr i tiden använde en vanlig sked som man borrade hål igenom. Tillverkas av metall eller epoxi. En variant på skeddrag är trollingsked, som används vid trolling. Generellt kan sägas att långsmala skeddrag är avsedd till kustfisket där draget fiskas snabbt och ytligt medan rundare skeddrag är avsedd till insjöfisket efter exempelvis Gädda där draget fiskas långsammare och går djupare. Skeddrag fungerar genom att efterlikna en förvirrad eller skadad betesfisk och lockar därför endast rovfiskar som äter andra fiskar. En annan variant på skeddrag är vassdrag, där man fäst ståltrådar som går utöver kroken och skyddar mot såväl vass som nate.

## Kända skeddrag
- Professor skeddrag, Finland
- Rapala Inkoo, Finland
- Salamander fiskedrag, Norge, är utrustat med 1 trekrok.
- Abu Atom, Sverige, tillverkas numera i Taiwan, utrustat med 1 eller 2 trekrokar, finns i flera storlekar och färger oftast utrustad med en röd plastbit vid nedre kroken.
- Abu Utö, Sverige, utrustat med 1 eller 2 trekrokar. Tillverkas inte längre i Sverige utan utomlands, kan vara målat på ena sidan eller blankt på båda.
- Ludde, Sverige
- Abu Toby, Sverige, ett avlångt smalt skeddrag i metall med 2 fenor längst ner vid fiskekroken, som oftast är en trekrok. Finns även som vassdrag.
- No Name, Sverige
- Abu Mörtblänk, Sverige
- Dardevle, USA